# Рудниченко, Иван Андреевич
Иван Андреевич Рудниченко (27 марта [9 апреля] 1917, Верхнеднепровский район — 24 ноября 1943, Вольные Хутора, Днепропетровская область) — агитатор 120-го гвардейского стрелкового полка 39-й гвардейской стрелковой дивизии (8-я гвардейская армия, 3-й Украинский фронт), гвардии капитан, Герой Советского Союза (1944).

## Биография
Родился 27 марта (9 апреля) 1917 года в селе Вершина (ныне Верхнеднепровского района Днепропетровской области Украины) в крестьянской семье. Украинец.
В РККА призван в 1939 году. Окончил курсы военных агитаторов и политработников. Член ВКП(б) с 1941 года.
На фронте с 1941 года. Агитатор 120-го гвардейского стрелкового полка 39-й гвардейской стрелковой дивизии (8-я гвардейская армия, 3-й Украинский фронт) гвардии капитан Рудниченко И. А. в ночь на 24 октября 1943 года, один из первых, в составе группы из 17 человек, под огнём противника, переправился через реку Днепр в 5 км южнее города Днепропетровска. Бойцы захватили плацдарм на правом берегу Днепра. После гибели командира И. А. Рудниченко принял командование на себя и в течение суток, вместе с бойцами, отбил несколько контратак противника, удерживая занятый рубеж.
Гвардии капитан Рудниченко И. А. погиб в бою 24 ноября 1943 года. Звание Героя Советского Союза присвоено 19 марта 1944 года посмертно.
Похоронен в братской могиле в селе Вольные Хутора Верхнеднепровского района Днепропетровской области Украины.

## Награды
- Звание Герой Советского Союза (посмертно) (указ Президиума Верховного Совета СССР от 19 марта 1944 года):
  - орден Ленина;
  - медаль «Золотая Звезда»;
- Орден Красной Звезды[1];
- Медаль «За отвагу»[2];
- другие медали СССР.